# Camptochaete leichardtii
Camptochaete leichardtii är en bladmossart som beskrevs av Brotherus 1907. Camptochaete leichardtii ingår i släktet Camptochaete och familjen Lembophyllaceae. Inga underarter finns listade i Catalogue of Life.